# بانک جی‌ال‌اس
بانک جی‌ال‌اس (انگلیسی: GLS Bank) شرکت خدمات مالی و بانکداری آلمانی است، که در سال ۱۹۷۴ تأسیس شد.